# 塔羅山
29°7′48″S 69°47′12″W / 29.13000°S 69.78667°W
塔羅山（西班牙語：Cerro El Toro），是南美洲的山峰，位於阿根廷聖胡安省和智利阿塔卡馬大區之間接壤的邊境，屬於安第斯山脈的一部分，海拔高度6,168米，人類在1964年1月25日首次登頂。